# Solvit
Solvit är ett nätverk för problemlösning där EU-länderna samarbetar för att praktiskt lösa problem som beror på att bestämmelserna för den inre marknaden har tillämpats felaktigt. Det finns ett Solvit-center i varje EU-land (och i Norge, Island och Liechtenstein). 